# Вани (Чохатаурский муниципалитет)
Вани (груз. ვანი) — село в Грузии, на территории Чохатаурского муниципалитета края (мхаре) Гурия.

## География
Село находится в западной части Грузии, на правом берегу реки Супсы, на расстоянии приблизительно 6 километров (по прямой) к западо-северо-западу от посёлка городского типа Чохатаури, административного центра муниципалитета. Абсолютная высота — 169 метров над уровнем моря.

## Население
По результатам официальной переписи населения 2014 года, в Вани проживало 333 человека (175 мужчин и 158 женщин). В национальной структуре населения грузины составляли 100 %.
| Год  | Население, человек |
| ---- | ------------------ |
| 2002 | 449                |
| 2014 | ↘ 333              |